# Caryodaphnopsis tomentosa
Caryodaphnopsis tomentosa är en lagerväxtart som beskrevs av H. van der Werff. Caryodaphnopsis tomentosa ingår i släktet Caryodaphnopsis och familjen lagerväxter. Inga underarter finns listade i Catalogue of Life.